# Fatukoto
Fatukoto is een bestuurslaag in het regentschap Timor Tengah Selatan van de provincie Oost-Nusa Tenggara, Indonesië. Fatukoto telt 2030 inwoners (volkstelling 2010).